# Maurice Béjart
Maurice Béjart (Maurice-Jean de Berger) (født 1. januar 1927 i Marseille, død 22. november 2007 i Lausanne), var en fransk danser, koreograf og balletdanser. 

## Koreografi
- 1958 – L' étrange
- 1956 – Symphonie pour un homme seul
- 1952 – Eldfågeln

## Filmografi i udvalg
- 1971 – Avignon
- 1956 – Récréation
- 1952 – Eldfågeln